# Wiskunde en Informatica Studieverenigingen Overleg
Wiskunde en Informatica Studieverenigingen Overleg (WISO) is het overkoepelende orgaan voor de studieverenigingen van wiskunde- en informaticastudies in Nederland. Het WISO stimuleert de communicatie en overdracht van kennis tussen de verenigingen door middel van landelijke bijeenkomsten voor bestuurders van de deelnemende verenigingen. Daarnaast worden enkele landelijke activiteiten vanuit dit koepelorgaan gecoördineerd. 

## Leden
Het WISO bestaat uit de volgende verenigingen:
- W.S.G. Abacus (UT)
- A-Eskwadraat (UU)
- W.I.S.V. 'Christiaan Huygens' (TUD)
- Cover (RUG)
- De Leidsche Flesch (UL)
- Desda (RUN)
- FMF (RUG)
- GEWIS (TU/e)
- Inter-Actief (UT)
- N.S.A. (UvA)
- Sticky (UU)
- STORM (VU)
- Thalia (RU)
- via (UvA)

## Links
- Website WISO